# Cavasso Nuovo
Cavasso Nuovo é uma comuna italiana da região do Friuli-Venezia Giulia, província de Pordenone, com cerca de 1.396 habitantes. Estende-se por uma área de 10 km², tendo uma densidade populacional de 140 hab/km². Faz fronteira com Arba, Fanna, Frisanco, Meduno, Sequals.

## Demografia
| Variação demográfica do município entre 1861 e 2011                               |
|                                                                                   |
| Fonte: Istituto Nazionale di Statistica (ISTAT) - Elaboração gráfica da Wikipedia |

## Filhos Ilustres
- Luigi Francescon - Religioso italiano, Fundador da Congregação Cristã no Brasil e em outros países.